# Nicu Enea
Nicu Enea (Nicolae Enea; n. 28 mai 1897, Valea Arinilor, Măgirești, Bacău, România – d. 16 septembrie 1960, Bacău, România) a fost un pictor român.

## Biografie
S-a înscris inițial la Școala de arte frumoase din București (1921), pe care a frecventat-o cu intermitențe, audiind cursurile ținute de George Demetrescu Mirea. Nicu Enea a preferat apoi să studieze la Academia liberă de Pictură, unde țineau cursuri Jean Alexandru Steriadi, Gheorghe Petrașcu și Arthur Verona.
În 1934 a reprezentat România la Expoziția Internațională de Pictură de la Paris, unde a primit un premiu meritoriu: medalia de argint pentru lucrarea „Elvira”- un portret al soției sale.
În 1937, pictorii Nicu Enea și Ion Diaconescu au pus bazele Pinacotecii Municipale din Bacău.
În anii ’40 a primit comanda de a picta palatele regale.
În 1942 a fost desemnat să renoveze catedrala ortodoxă din Chișinău.
După 1945, comuniștii l-au acuzat că fost prea apropiat de Casa Regală și l-au îndepărtat din viața artistică.
A trăit mulți ani în Bacău unde a realizat pictura bisericii sfinții Voievozi din cartierul CFR și pictura cupolei Teatrului Bacovia.
A fost înmormântat la Cimitirul Eternitatea din Bacău.

## In memoriam
Tot la Bacău a fost înființată Casa memorială „Nicu Enea” prin donația soției sale, iar strada pe care se află casa îi poartă numele.

## Lucrări
Numeroase lucrări pot fi văzute aici.